# Semiothisa panauges
Semiothisa panauges là một loài bướm đêm trong họ Geometridae.